# Mertonova teze
Mertonova teze představuje teorii, podle níž anglické puritánství a kontinentální pietismus byly klíčové pro vědeckou revoluci 17. a 18. století. Tyto protestantské proudy měly pro rozvoj moderní vědy lepší předpoklady než jiné náboženské směry.
Tezi zformuloval roku 1938 americký sociolog Robert K. Merton.
Je podobná tezi Maxe Webera o vlivu protestantské etiky na kapitalistickou ekonomiku.